# Richard E. Miller
Richard E. Miller (22 mars 1875 – 23 janvier 1943) est un peintre Impressionnisme américain et un membre de la colonie de Giverny des impressionnistes américains.

## Biographie

### Formation
Richard E. Miller, né le 22 mars 1875 à St Louis dans le Missouri. Son père, Richard Levi Miller, est un ingénieur civil de Pennsylvanie, spécialisé dans les ponts et sa mère Esmerelda Story est originaire du Missouri.
Il commence à dessiner et à peindre quand il était enfant et travaille à ses débuts comme assistant de George Eichbaum, un portraitiste.
Il étudie l'art pendant cinq ans à l'Université de Washington à la St. Louis School of Fine Arts, d'abord en cours du soir en 1891, puis à temps plein en 1892. C'est la première école d'art aux États-Unis à faire partie d'une université. Elle s'appuie sur la méthode pédagogique française des Beaux-Arts. L'école est rattachée au Musée des Beaux-Arts de Saint-Louis et les étudiants ont l'occasion de voir des œuvres historiques importantes ainsi que des expositions de mouvements contemporains comme le tonalisme à travers les œuvres de John La Farge (1835-1910) et l'impressionnisme américain à travers les œuvres de Theodore Robinson (1892-1896), exposé pendant la saison 1895-1896.
Miller y étudie auprès de Halsey C. Ives, la directrice organisatrice de l'école et avec Edmund H. Wuerpel, un ancien élève de l'école, récemment revenu de Paris et influencé par l'école française de Barbizon, ainsi que par les œuvres de Whistler. Il remporte plusieurs des prix de l'école.
Il commence à exposer localement en 1894 et en 1897, il travaille comme illustrateur pour le St. Louis Post Dispatch. Il reçoit la première bourse de l'Association des étudiants de l'École des Beaux-Arts de Saint-Louis pour poursuivre ses études à Paris.

### À Paris et Giverny
A Paris en 1898, il progresse rapidement à l'Académie Julian, et étudie auprès de Benjamin Constant et Jean-Paul Laurens. Il cotoît d'autres étudiants américains, et fait la connaissance du peintre de Chicago Lawton Parker, qui l'aide à faire ses débuts à Paris.
Il reçoit une médaille d'or au Salon des artistes français de Paris en 1901 et la même année, des prix à l'Exposition panaméricaine de Buffalo, New York. Il est à nouveau primé à l'Exposition de Saint-Louis de 1904 et à l'Exposition de Liège de 1905.
En 1908, il devient Chevalier de la Légion d' honneur.
Il enseigne à l'Académie Colarossi et partage ses étés entre des postes d'enseignant à Saint-Jean-du-Doigt et à Giverny au sein de la colonie américaine qui s'est développée autour du domaine de Claude Monet depuis 1906. A Giverny, il fréquente Frederick Frieseke et les peintres américains expatriés Alson Clark, Lawton Parker et Guy Rose.
Miller a une excellente réputation en tant qu'enseignant et un certain nombre de ses élèves le suivent à Giverny, dont John "Jack" Frost, le fils du célèbre illustrateur A. B. Frost, qui le rejoint en 1909. Il rencontre à Giverny une jeune femme peintre, originaire du Maine, Harriette Adams, qui deviendra son épouse .
Ensemble, les artistes exposent à la Madison Gallery de New York en 1910 où ils sont salués par la critique et se font connaître au sein du groupe Giverny. A cette occasion, il retourne quelques mois dans sa ville natale de Saint Louis.

### Aux Etats-Unis

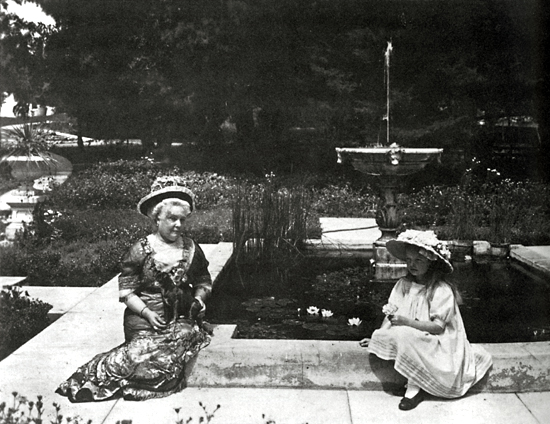
Eva Scott Fenyes avec sa petite fille Leonora Curtin

Au début de la première guerre mondiale, il revient aux Etats-Unis, et en raison de son amitié avec Guy Rose rencontré à Giverny, il s'installe brièvement à Pasadena, en Californie. Il enseigne à la Stickney Memorial Art School mais ne parvient pas à trouver un atelier avec la lumière filtrée qu'il aime utiliser pour sa peinture. Il peint chez une peintre, mécène des arts, Eva Scott Fenyes.
Il expose à la Pennsylvania Academy of the Fine Arts, à l'Art Institute of Chicago, à l'Exposition internationale Panama-Pacifique, à l'Allied Artists Exhibition et au Brooklyn Museum. Il est élu académicien à l'Académie américaine des beaux-arts à New Yorken 1915.

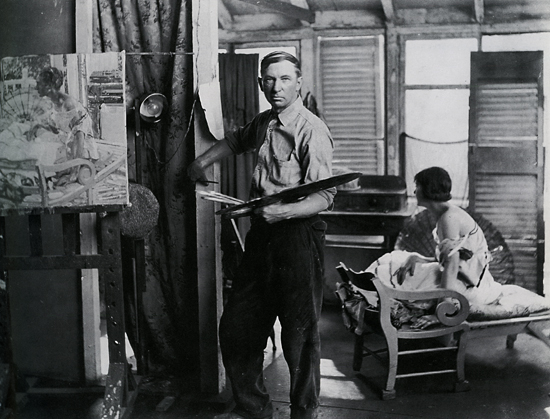
Richard E. Miller dans son atelier à Providencetown

En 1917 il s'installe finalement à Provincetown, dans le Massachusetts. Il y est actif dans la colonie artistique avec un rôle de premier plan au sein de la Provincetown Art Association. Il joue un rôle central dans le développement de la réputation de la communauté artistique, qui a attiré des sommités telles que Childe Hassam et Max Bohm.
Il meurt en 1943 à Saint Augustine en Floride.

### Élèves
- Hilda Rix Nicholas (1884-1961), australienne

## Œuvre
En raison de l'orientation de ses professeurs à Washington et de la popularité de ce qu'on appelait « l'école tonale » à cette époque, les premières œuvres de Miller sont des paysages calmes, d'orientation tonaliste.
À Paris ses sujets sont principalement des scènes de la vie des cafés parisiens avec des Parisiennes élégantes. Les personnages sont traités de manière presque académique, seules certaines zones du fond étant peintes de manière indistincte.
Vers 1904 il travaille des œuvres très décoratives représentant de jolies jeunes femmes en robe de chambre ou en kimono qui ont fait sa réputation. Avec ses expériences techniques avec des couleurs épaisses appliquées sur de fines couches de pigments, il rappelle une de ses nombreuses influences, Édouard Vuillard.
- La Tasse de thé, 1875-1913, huile sur toile, 73 × 58 cm, Musée d'Orsay, Paris[6]
- Petite fille avec un chat, vers 1899, huile sur panneau, 14 × 23 cm, Collection privée, Vente Shannon's 2019[7]
- Henry Ossawa Tanner, vers 1900, huile sur toile, 76 × 63 cm, Académie américaine des beaux-arts, New York[8]
- Café de nuit, vers 1906, huile sur toile, 123 × 171 cm, Terra Foundation, Washington[9]
- Couture à la lumière de la lampe, 1906-1908, huile sur toile, 61 × 61 cm, Collection privée, vente Sotheby's 2021[10]
- La Statuette chinoise, vers 1910, huile sur toile, 147 × 115 cm, Musée d'Art de Saint-Louis[11]
- Le Bassin, vers 1910, huile sur toile, 81 × 100 cm, Terra Foundation, Washington[12]
- Une journée grise, 1910-1911, Huile sur toile, 100 × 80 cm, Académie américaine des beaux-arts, New York[13]
- Le Parasol, 1910-1913, 64 × 80 cm, Minneapolis Institute of Art[14]
- Femme à sa coiffeuse avec boucle d'oreille, 1910-1914, huile sur toile, 92 × 72 cm, Collection privée, vente Keno 2016[15]
- Lumière du soleil, vers 1913, Huile sur toile, 114 × 146 cm, Art Institute of Chicago[5]
- Rêverie, vers 1916, Huile sur toile, 92 × 87 cm, Rhode Island School of Design Museum[16]

Dates non documentées
- La Jupe à carreaux, huile sur panneau, 86 × 91 cm, Collection privée, vente Bonhams 2009[17]
- Thé d'après-midi, huile sur toile, 102 × 81 cm, Collection privée[18]
- Vieille hollandaise, huile sur toile, Museo Raccolte Frugone, Gênes[19]

Œuvres de Miller
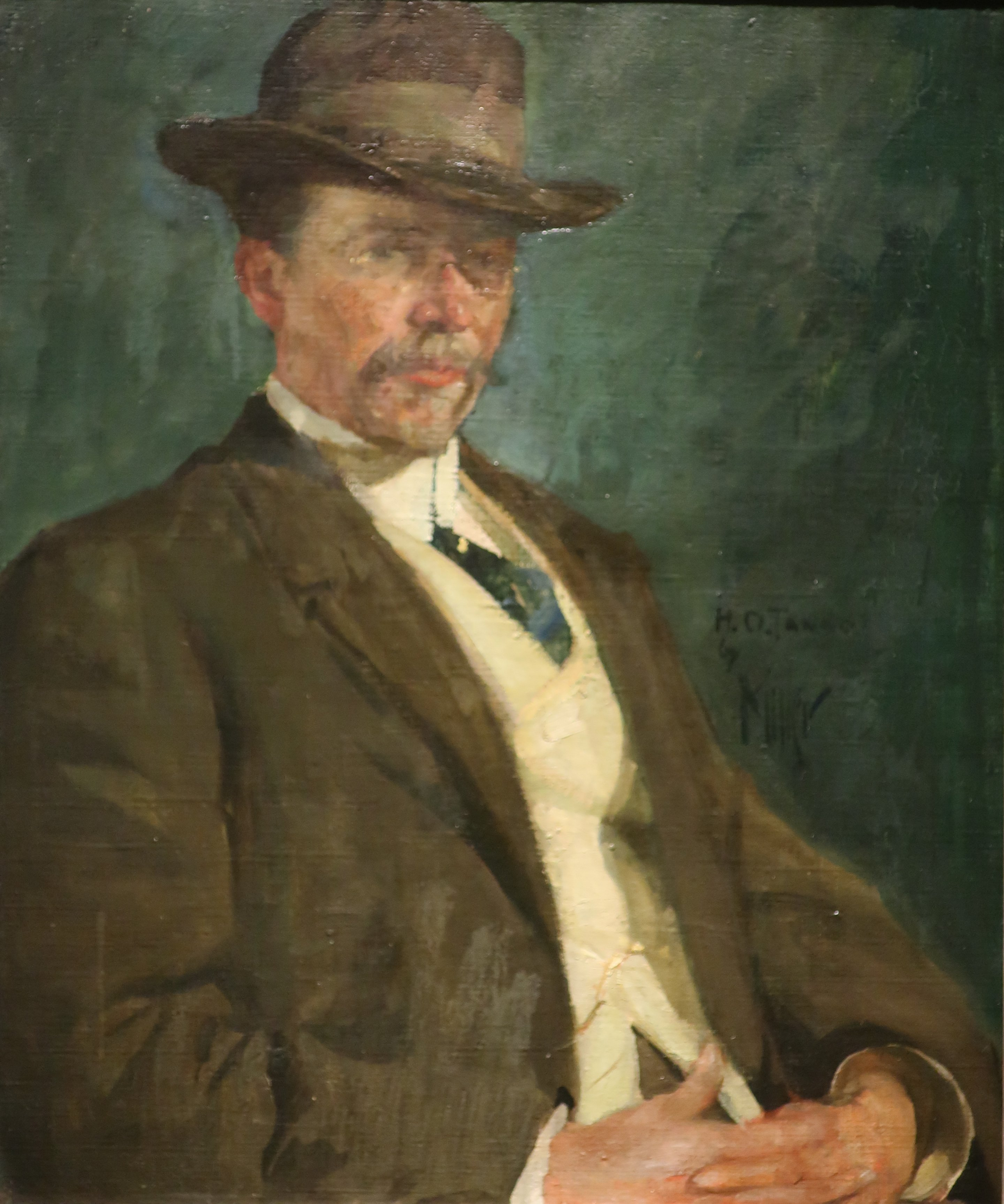
Henry Ossawa Tanner, vers 1900 Académie américaine des beaux-arts, New York
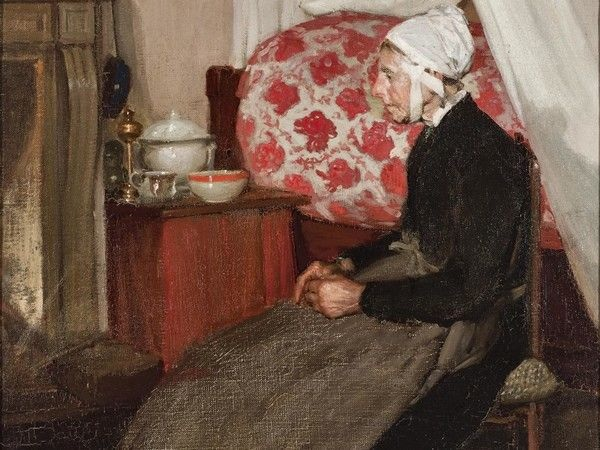
Vieille hollandaise, vers 1900 Museo Raccolte Frugone, Gênes
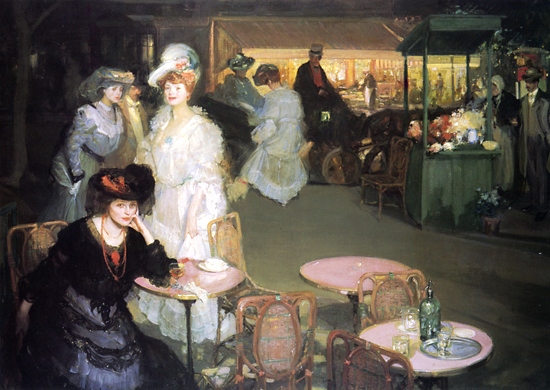
Café de nuit, vers 1906 Terra Foundation, Washington
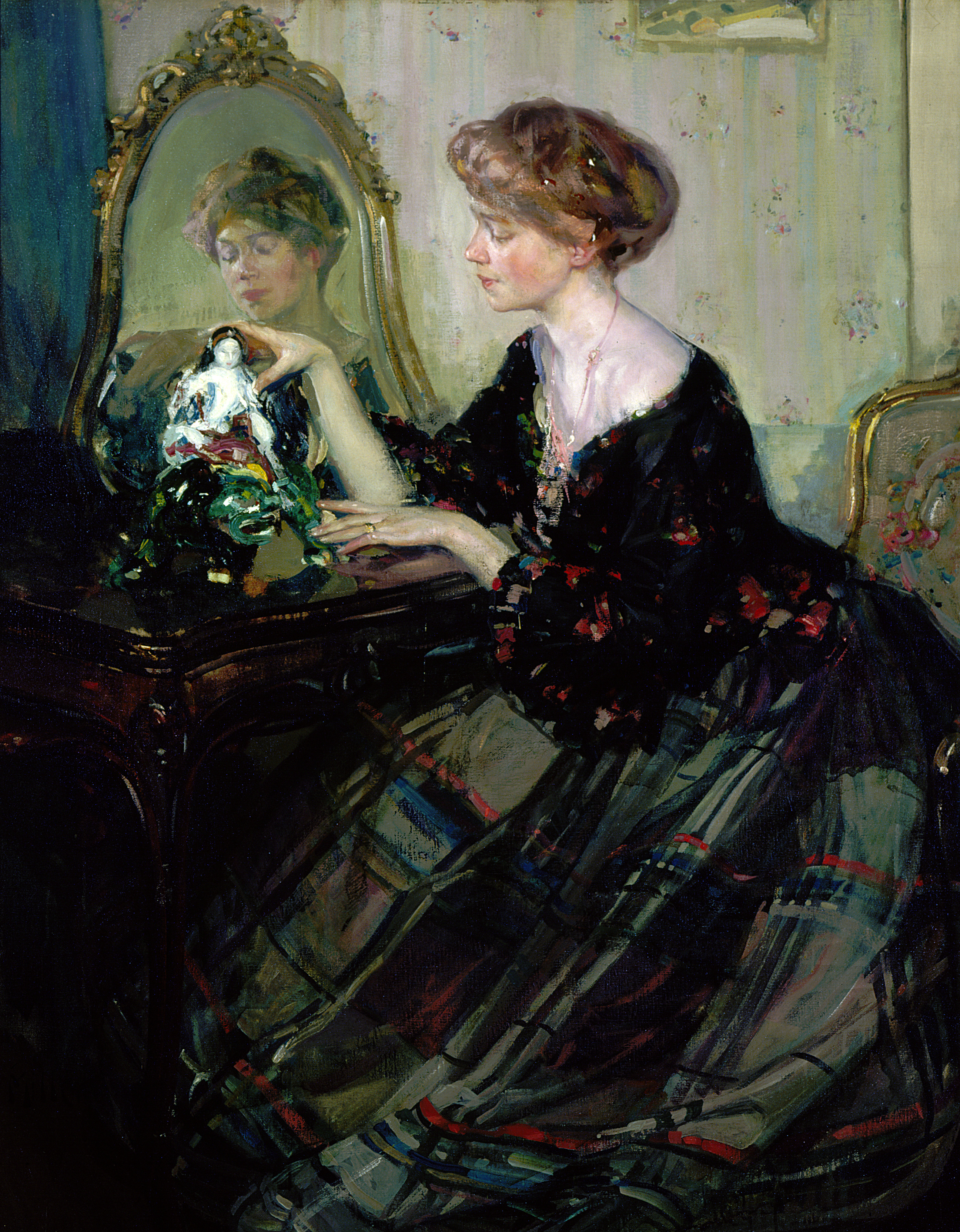
La Statuette chinoise, vers 1910 Musée d'Art de Saint-Louis
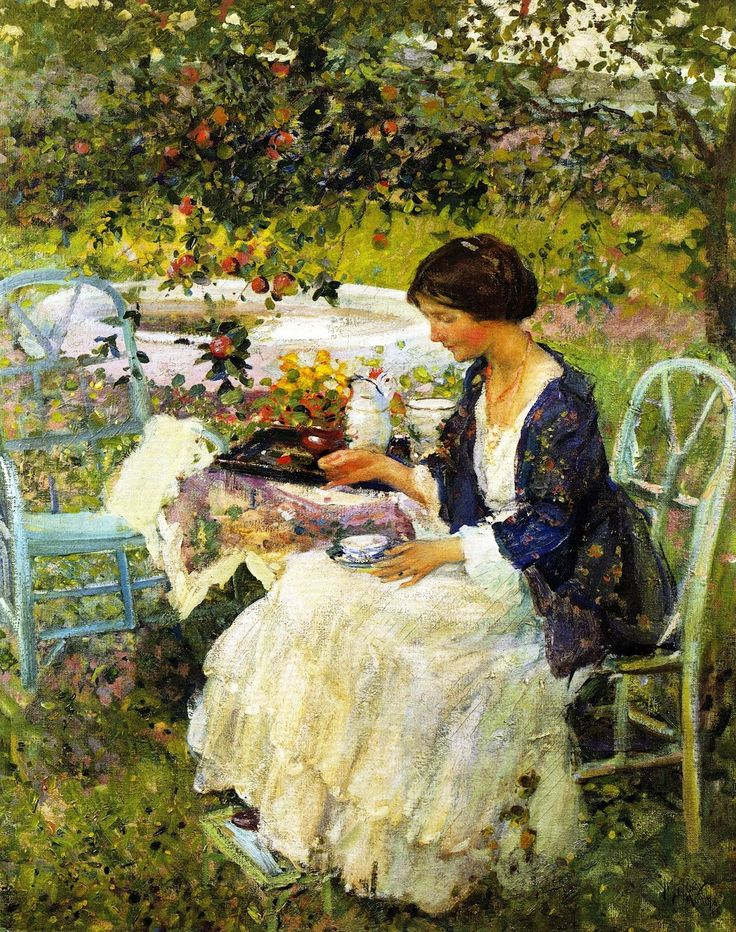
Une journée grise, 1910-1911 Académie américaine des beaux-arts, New York
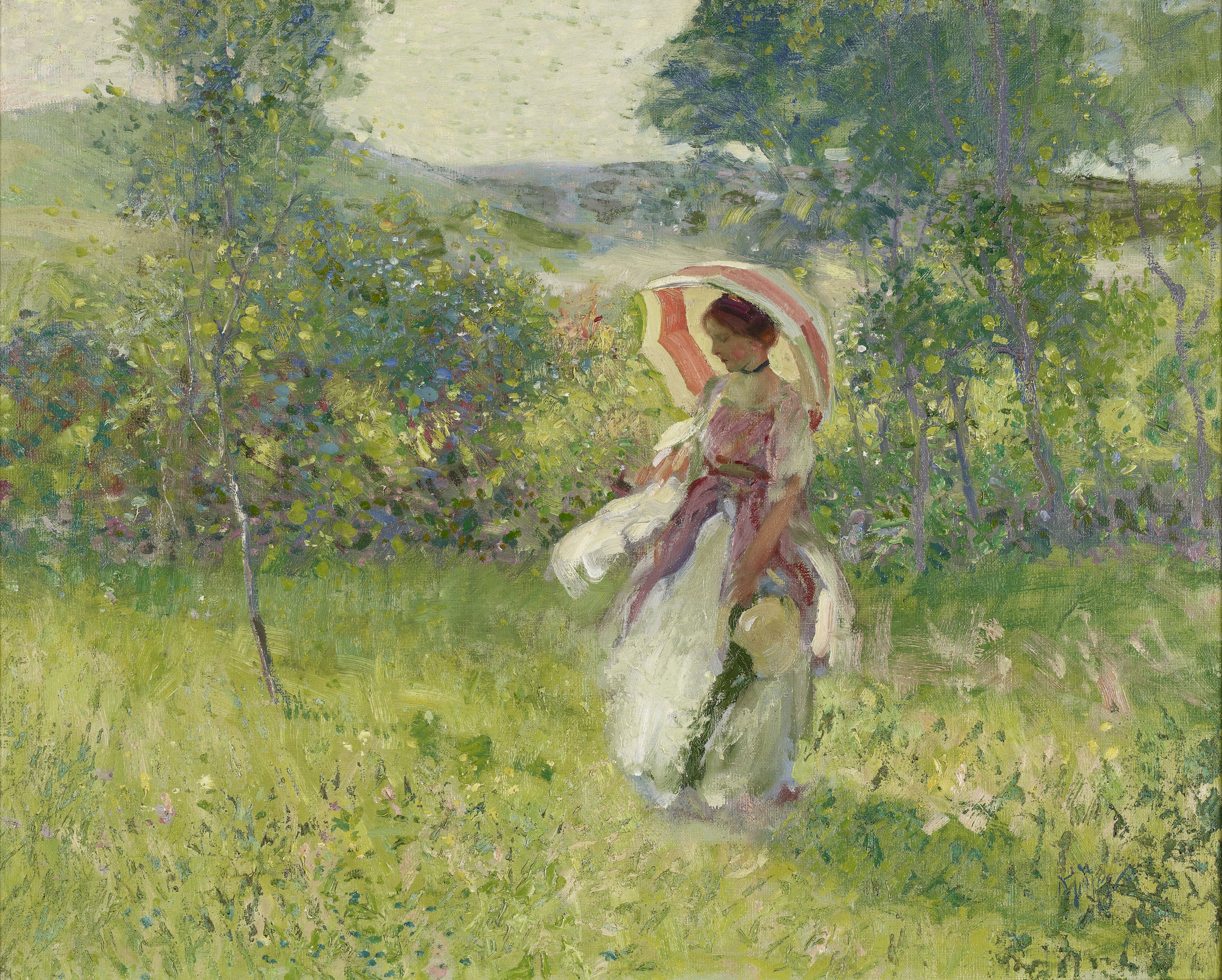
Le Parasol, 1910-1913 Minneapolis Institute of Art
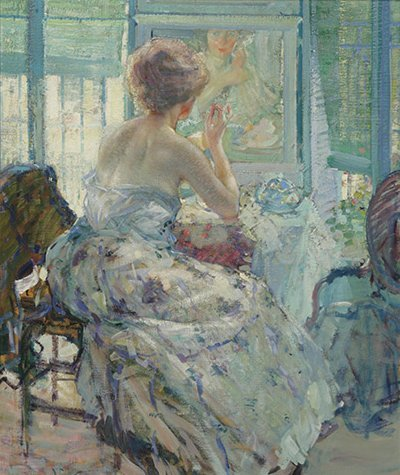
Femme à sa coiffeuse avec boucle d'oreille, 1910-1914 Collection privée, vente 2016
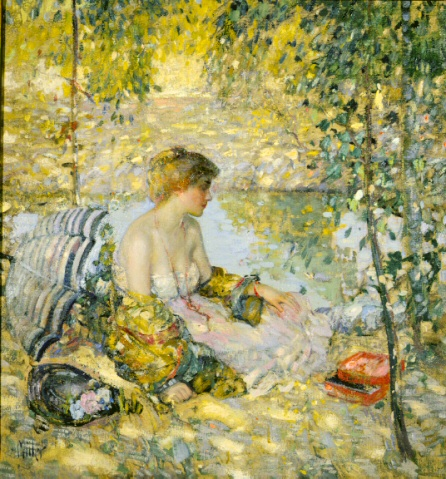
Rêverie, vers 1916 Rhode Island School of Design Museum
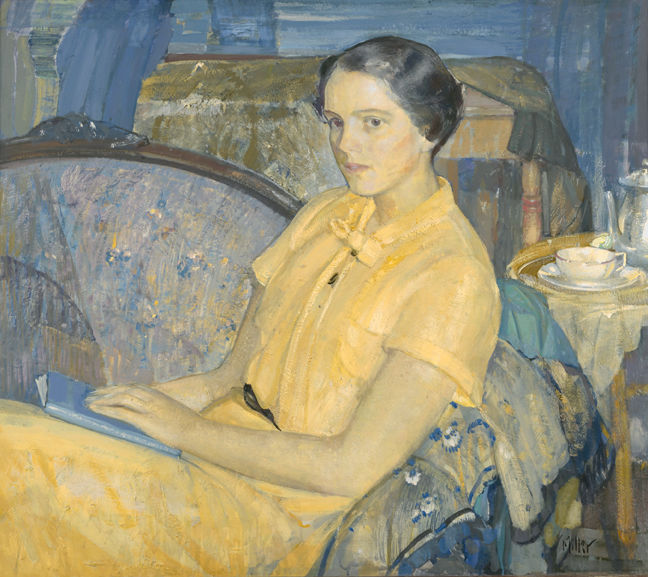
Portrait of Shelia McManus, 1934

## Postérité
Au cours des dernières décennies, il a fait l'objet d'une exposition rétrospective et son travail a été largement reproduit dans des catalogues d'exposition et présenté dans un certain nombre de livres sur l'impressionnisme américain.